# Lepidosperma tenue
Lepidosperma tenue är en halvgräsart som beskrevs av George Bentham. Lepidosperma tenue ingår i släktet Lepidosperma och familjen halvgräs. Inga underarter finns listade i Catalogue of Life.